# 奥斯科斯新镇
奥斯科斯新镇，是西班牙阿斯图里亚斯的一个市镇。总面积73平方公里，总人口419人（2001年），人口密度6人/平方公里。